# Новоульяновка (Бахчисарайский район)
Новоулья́новка (до 1945 года Отарчи́к; укр. Отарчик, крымскотат. Otarçıq, Отарчыкъ) — село в Куйбышевском сельском поселении Бахчисарайского района Республики Крым (согласно административно-территориальному делению Украины — в Куйбышевский поссовет. Бахчисарайского района Автономной Республики Крым).

## Современное состояние
В Новоульяновке 9 улиц, площадь, занимаемая селом, 38,4 гектара, на которой в 116 дворах, по данным сельсовета на 2009 год, числилось 342 жителя, ранее входило в колхоз им. Ильича. В селе есть фельдшерско-акушерский пункт, но по состоянию на 1 июня 2018 года он не работает ввиду отсутствия мед.персонала. Здание сельского клуба в аварийном состоянии, клуб не работает. Есть действующая мечеть и два магазина. Ближайшая школа расположена в 4 км в пос. Куйбышево.
Автобус направления Соколиное-Бахчисарай заезжает в село 2 раза в день (утром в направлении Бахчисарая, днем в направлении Соколиного). В полутора километрах от центра села на трассе 35К-020 Бахчисарай — Ялта находится остановка автобусов «Новоульяновка, поворот», где ежедневно проходят десятки автобусов.

## Население
| 2001 | 2014 |
| ---- | ---- |
| 303  | ↗343 |

Всеукраинская перепись 2001 года показала следующее распределение по носителям языка:
| Язык             | Число жит. | Процент |
| ---------------- | ---------- | ------- |
| русский          | 195        | 64,36   |
| крымскотатарский | 65         | 21,45   |
| украинский       | 35         | 11,55   |
| армянский        | 4          | 0,99    |
| белорусский      | 1          | 0,33    |

### Динамика численности
| - 1886 год — 161 чел. - 1897 год — 740 чел. - 1926 год — 276 чел. - 1939 год — 301 чел. | - 1989 год — 309 чел. - 2001 год — 303 чел. - 2009 год — 342 чел. - 2014 год — 343 чел. |

## География
Новоульяновка расположена на юго-востоке района, в небольшой долине, образованной ручьём Отарчик во Второй Гряде Крымских гор, на левой стороне реки Бельбек, в полутора километрах от автомобильной трассы 35К-020 Бахчисарай — Ялта, с которой соединено автодорогой 35Н-055 (по украинской классификации — С-0-10217). Расстояние от села до райцентра около 24 километров, ближайшая железнодорожная станция — Сирень в 15 километрах. Соседние населённые пункты: посёлок Куйбышево и село Нижняя Голубинка — примерно в 3 км. Высота над уровнем моря 210 метров. Село славится водохранилищем Голубое: это небольшой, но живописный пруд с чистейшей водой необычного бирюзового цвета.

## История
Историческое название Новоульяновки — Отарчик, так же называется и ручей, на котором стоит село — какое из названий первично неизвестно. Село, как и все другие в округе, древнее, но археологически оно почти не исследовано и историки осторожно считают, что Отарчик существовал ещё в период княжества Феодоро и, либо входил в личные владения князей Мангупа, либо был вотчиной одного из местных феодалов, скорее всего из замка на горе Сандык-Кая. Населяли село христиане, потомки аланов и готов, пришедших сюда ещё в III веке (в позднем средневековье называвшиеся таты, а окрестные горы называли татским илем — то есть «татский край»).
После падения Мангупского княжества в 1475 году, село присоединили к Османской империи в составе Мангупского кадылыка Кефинского эялета, в состав же Крымского ханства оно входило всего около 9 лет: от обретения ханством независимости в 1774 году до присоединения Крыма к России (8) 19 апреля 1783 года. Но уже в 1778 году христианское население Крыма, в данном случае крымские греки (румеи и урумы), было выселено решением российского правительства в Приазовье. В «Ведомости о выведенных из Крыма в Приазовье христианах» А. В. Суворова от 18 сентября 1778 года записана деревня Утары — видимо, Отарчик, из которой выведено 38 греков (18 мужчин и 20 женщин). Тогда же точное название села впервые встречается в документах — в фирмане Шахина Герая — не позже 1783 года и в Камеральном описании Крыма 1784 года как деревня Отарджик бакчи-сарайскаго каймаканства Мангупскаго кадылыка. После выселения коренного населения село долго пустовало и в ревизиях не учитывалось. На военно-топографической карте генерал-майора Мухина 1817 года деревня обозначена пустующей, не числится среди жилых и в «Ведомости о казённых волостях Таврической губернии 1829 года». Именным указом Николая I от 23 марта (по старому стилю) 1838 года, 15 апреля был образован новый Ялтинский уезд, деревню передали в состав. На карте 1835 года в деревне 15 дворов, а на карте 1842 года Отарчик обозначен условным знаком «малая деревня», то есть, менее 5 дворов, но с мечетью.
В 1860-х годах, после земской реформы Александра II, деревня осталась в составе преобразованной Богатырской волости, но только на трёхверстовой карте Шуберта 1865—1876 года в Отарчике обозначено 8 жилых домов. На 1886 год в деревне, согласно справочнику «Волости и важнѣйшія селенія Европейской Россіи», проживал 161 человек в 26 домохозяйствах, действовала мечеть. На верстовой карте 1889 года в Отарчике обозначено 40 дворов с татарским населением, по переписи 1897 года в Отарчике числилось уже 740 жителей, из них 732 крымских татарина, но в Памятной книжках за 1882 и 1900 год деревни нет и, только по Статистическому справочнику Таврической губернии. Ч.II-я. Статистический очерк, выпуск восьмой Ялтинский уезд, 1915 год, в селе Отарчик Богатырской волости Ялтинского уезда, числилось 33 двора с татарским населением в количестве 260 человек приписных жителей и 18 — «посторонних». Во владении было 335 десятин удобной земли и 20 десятин неудобий, с землёй были 30 дворов и 3 безземельных. В хозяйствах имелось 50 лошадей, 30 волов, 35 коров, 45 телят и жеребят и 250 голов мелкого скота.
После установления в Крыму Советской власти, по постановлению Крымревкома от 8 января 1921 года была упразднена волостная система и село вошло в состав Коккозского района Ялтинского уезда (округа). Постановлением Крымского ЦИК и Совнаркома от 4 апреля 1922 года Коккозский район был выделен из Ялтинского округа и сёла переданы в состав Бахчисарайского района Симферопольского округа. 11 октября 1923 года, согласно постановлению ВЦИК, в административное деление Крымской АССР были внесены изменения, в результате которых округа (уезды) были ликвидированы, Бахчисарайский район стал самостоятельной единицей и село включили в его состав. Согласно Списку населённых пунктов Крымской АССР по Всесоюзной переписи 17 декабря 1926 года, в селе Отарчик, центре Отарчикского сельсовета Бахчисарайского района, числился 61 двор, все крестьянские, население составляло 276 человек (126 мужчин и 150 женщин). В национальном отношении учтено 274 татарина и 2 русских. В 1935 году был создан новый Фотисальский район, в том же году (по просьбе жителей), переименованный Куйбышевский, которому переподчинили село. По данным всесоюзной переписи населения 1939 года в селе проживал 301 человек.
После освобождения Крыма во время Великой Отечественной войны, согласно Постановлению ГКО № 5859 от 11 мая 1944 года, 18 мая крымские татары Отарчика были выселены в Среднюю Азию. 12 августа 1944 года было принято постановление № ГОКО-6372с «О переселении колхозников в районы Крыма», по которому в район из сёл УССР планировалось переселить 9000 колхозников и в сентябре 1944 года в район приехали первые новоселы (2349 семей) из различных областей Украины, а в начале 1950-х годов, также с Украины, последовала вторая волна переселенцев. С 25 июня 1946 года в составе Крымской области РСФСР. 21 августа 1945 года, указом Президиума Верховного Совета РСФСР село село Отарчик было переименовано в Ново-Ульяновку, а Отарчикский сельсовет — в Ново-Ульяновский. С 25 июня 1946 года в составе Крымской области РСФСР, а 26 апреля 1954 года Крымская область была передана из состава РСФСР в состав УССР. Время упразднения сельсовета пока не установлено: на 15 июня 1960 года село числилось в составе Куйбышевского.
Указом Президиума Верховного Совета УССР «Об укрупнении сельских районов Крымской области», от 30 декабря 1962 года Куйбышевский район был упразднён и село присоединили к Бахчисарайскому. По данным переписи 1989 года в селе проживало 309 человек. С 12 февраля 1991 года село в восстановленной Крымской АССР, 26 февраля 1992 года переименованной в Автономную Республику Крым. С 21 марта 2014 года в составе Крыма, аннексирована Россией.
12 мая 2016 года парламент Украины, не признающий российскую аннексию, принял постановление о переименовании села в Отарчик (укр. Отарчик), в соответствии с законами о декоммунизации, однако данное решение вступало в силу только после «возвращения Крыма под общую юрисдикцию Украины». 9 сентября 2023 года, несмотря на отсутствие контроля над полуостровом, вступили в силу поправки, которые ввели в действие данное постановление в отношении Крыма.